# Regeneration (film 1915)
Regeneration è un film del 1915 diretto da Raoul Walsh. Il film fu prodotto dalla Fox Film Corporation e uscì nelle sale cinematografiche statunitensi il 13 settembre 1915.

## Trama
Quando sua madre muore, il decenne Owen rimane solo al mondo. Viene accolto da una caritatevole ma non per questo non problematica coppia di vicini di casa. Il tempo passa, il 17enne Owen, provato da un'adolescenza rude all'interno del difficile ambiente del sottobosco di una grande città americana, sa già farsi valere, opponendo violenza a violenza, secondo la legge del più forte. Ma già a quell'età si notano in lui le sincere tendenze che lo portano ad avversare ogni tipo di sopraffazione ai danni dei più deboli.
Questa sua vocazione retta ed egualitaria non viene meno quando, a 25 anni, Owen diventa il capo di una gang di quartiere: egli, ad esempio, non esita a trarre d'impaccio il nuovo District attorney Ames – che pure aveva pubblicamente asserito di voler estirpare le bande giovanili dal suo territorio di competenza – quando questi, solo, era stato preso di mira da diversi assalitori, in una situazione quindi priva di equità.
I Deering erano amici di famiglia di Ames, e come quest'ultimo facenti parti di uno strato sociale superiore a quello di Owen e dei suoi affiliati, e la giovane Marie Deering (sulla quale Ames aveva delle mire) aveva avuto modo di constatare le sperequazioni e il difficile stato in cui i meno abbienti dovevano adattarsi a vivere. Per questo motivo Marie si decide a lavorare per il sociale, ed apre un luogo di ritrovo, ad ispirazione cristiana, dedicato al recupero dei suoi concittadini meno fortunati.
Owen, in compagnia di un suo giovane aiutante, aveva diverse volte collaborato con Marie, a tal punto che si era progressivamente distaccato dalla sua banda, alla cui guida era assurto Lo Smilzo (Skinny), che, venendo meno al codice d'onore che caratterizzava la gang quand'era sotto la guida di Owen, accoltella un poliziotto. Owen inizialmente nasconde il ricercato, al quale doveva una simile precedente protezione, ma poi la situazione precipita: la banda rapisce Marie (fra lei e Owen era nato l'amore, frattanto), che viene gravemente ferita dallo Smilzo.
La ragazza muore fra le braccia di Owen, che, assetato di vendetta, rintraccia il fuggiasco Smilzo e sta per ucciderlo, quando si sovviene di quanto Marie gli aveva detto prima di spirare, citando l'Epistola ai Romani: "A me la vendetta (…) dice il Signore"; e lo lascia andare. Ed è verosimile che Dio si sia riservata la vendetta, attraverso le mani del giovane aiutante di Owen, che, in un inseguimento, uccide lo Smilzo sparandogli; per poi presenziare, assieme a Owen, davanti alla tomba di Marie.